# Morlacca

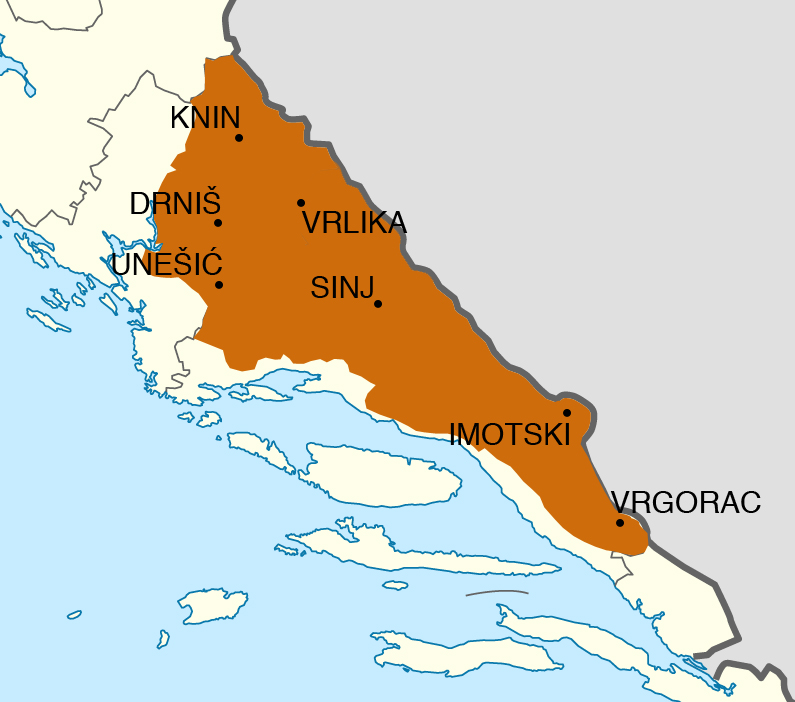
La Morlacca.

La Morlacca, o Zagora dalmata (in croato: Dalmatinska Zagora), è una regione meridionale della Croazia, corrispondente alla parte non costiera della Dalmazia. La Zagora, in senso stretto, si estende dalla parte orientale dell'area di Sebenico verso est, dove confina con l'Erzegovina e la zona di Livno. Il suo territorio fa parte di due regioni, la Regione spalatino-dalmata e la Regione di Sebenico e Tenin.